# أوشين بريز بارك
أوشين بريز بارك (بالإنجليزية: Ocean Breeze Park)‏ هي مدينة أمريكية تقع في ولاية فلوريدا. تبلغ مساحة هذه المدينة 0.5 (كم²)،ويبلغ عدد سكانها 463 نسمة حسب إحصاء سنة 2010 م 463.تشير إحصاءات سنة 2000م بأن الكثافة السكانية في هذه المدينة تقدر بـ(926) نسمة/كم2 